# Polylepis
Polylepis és un gènere d'arbres i arbusts de la família de les rosàcies restringit als Andes. Es pol·linitzen pel vent i són característiques les seves fulles pinnades amb moltes capes papiràcies.

## Distribució
Les espècies del gènere Polylepis freqüentment arriben a formar el límit arbori de la seva zona als Andes.
Polylepis tarapacana és especialment notable pel fet de ser la planta llenyosa que creix a major altitud del món

## Conservació
Els boscos de Polylepis formen petits fragments i aïllats. S'havien fet servir com a combustible per les poblacions locals. En alguns països es prenen mesures de conservació i reforestació.

## Taxonomia

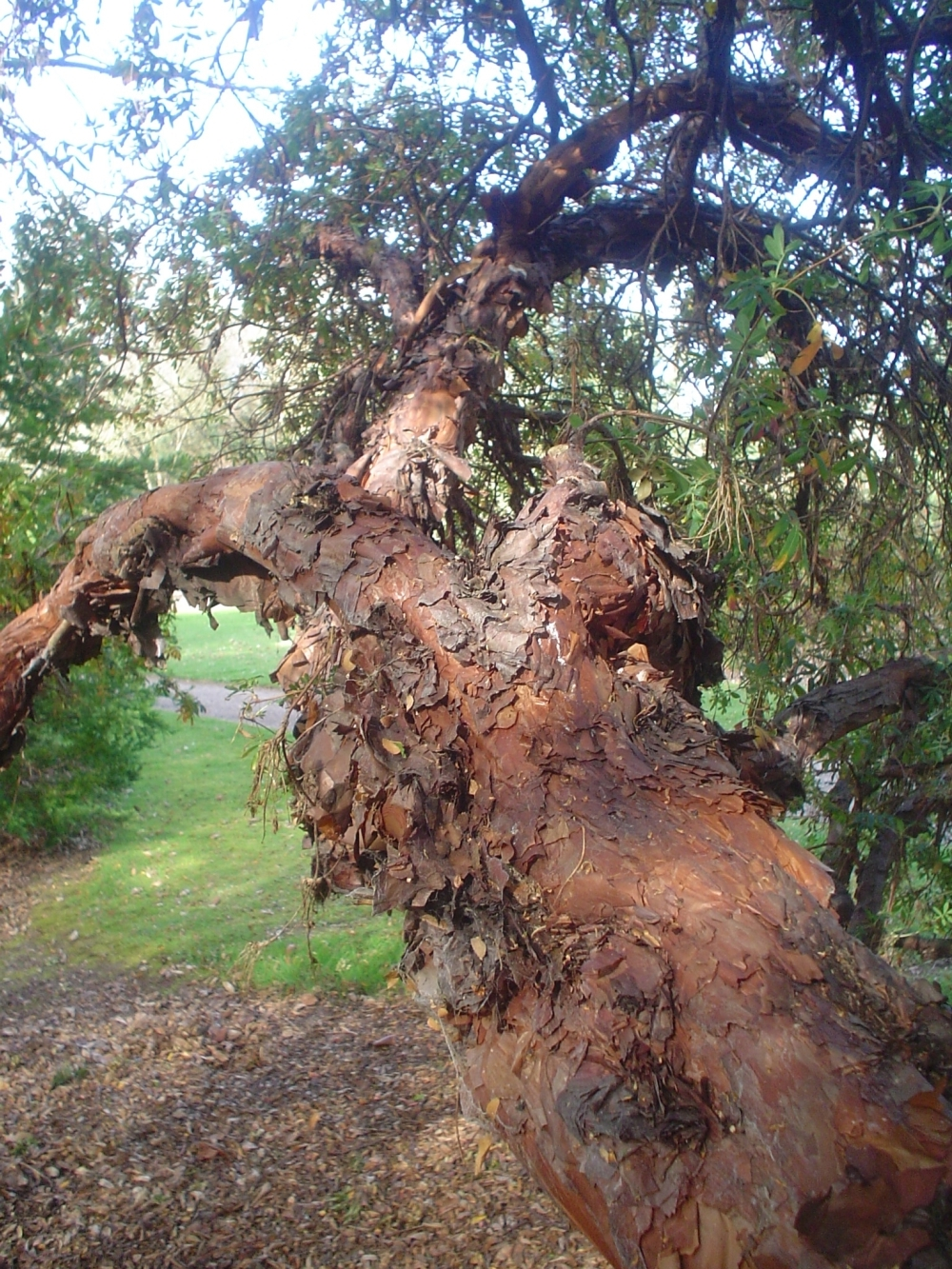
Polylepis australis

Aquest gènere té una història taxonòmica complicada, per alguns botànics tindria entre 15 a més de 30 espècies. Darrerament es reconeixen 28 espècies.

### Algunes espècies
- Polylepis australis
- Polylepis crista-galli
- Polylepis hieronymi
- Polylepis incana
- Polylepis lanuginosa
- Polylepis microphylla
- Polylepis multijuga
- Polylepis neglecta
- Polylepis pauta
- Polylepis pepei
- Polylepis racemosa
- Polylepis reticulata
- Polylepis rugulosa
- Polylepis subsericans
- Polylepis tarapacana
- Polylepis weberbaueri